# 尼尔·约翰斯顿
唐纳德·尼尔·约翰斯顿（英語：Donald Neil Johnston，1929年2月4日—1978年9月28日），美国NBA联盟的前职业篮球运动员。